# Сафьяновка
Сафья́новка (до 1948 года Меси́т; укр. Саф'янівка, крымскотат. Mesit, Месит) — исчезнувшее село в Джанкойском районе Республики Крым, располагавшееся в центре района, в степной части Крыма, примерно в 1,5 км к северу от современного села Заречное.

### Динамика численности населения
- 1805 год — 106 чел.[5]
- 1892 год — 19 чел.[6]
- 1900 год — 19 чел.[7]
- 1915 год — 101 чел.[8]
- 1926 год — 70 чел.[9]

## История
Первое документальное упоминание села встречается в Камеральном Описании Крыма… 1784 года, судя по которому, в последний период Крымского ханства Месит входил в Дип Чонгарский кадылык Карасубазар ского каймаканства.
После присоединения Крыма к России (8) 19 апреля 1783 года, (8) 19 февраля 1784 года, именным указом Екатерины II сенату, на территории бывшего Крымского Ханства была образована Таврическая область и деревня была приписана к Перекопскому уезду. После Павловских реформ, с 1796 по 1802 год, входила в Перекопский уезд Новороссийской губернии. По новому административному делению, после создания 8 (20) октября 1802 года Таврической губернии, Месит был включён в состав Биюк-Тузакчинской волости Перекопского уезда, причём, судя по историческим документам, Куремес и Месит долгое время учитывали как одно селение. Так, в Ведомости о всех селениях в Перекопском уезде состоящих с показанием в которой волости сколько числом дворов и душ… от 21 октября 1805 года записан один Месит с 13 дворами, 99 крымскими татарами, 1 ясыром и 6 цыганами. На военно-топографической карте генерал-майора Мухина 1817 года обозначены рядом 2 деревни: Месит и Керемес с 12 дворами в обеих. После реформы волостного деления 1829 года, согласно «Ведомости о казённых волостях Таврической губернии 1829 года», в составе Тузакчинской волости числился один Месит. На карте 1836 года в деревне Куремес-Месит 12 дворов. Затем, видимо, в результате эмиграции крымских татар, деревня заметно опустела и на карте 1842 года деревня также записана как Куремес-Месит и обозначена условным знаком «малая деревня», то есть, менее 5 дворов.
Согласно «Памятной книжке Таврической губернии за 1867 год», деревня Месит была покинута жителями в 1860—1864 годах, в результате эмиграции крымских татар, особенно массовой после Крымской войны 1853—1856 годов, в Турцию и оставалась в развалинах и, если на карте Шуберта 1865 года селение, как Куремес-Месит, ещё обозначено, то на карте с корректурой 1876 года его уже нет.
Возрождена деревня была, судя по доступным историческим документам, в 1890-х годах, когда, согласно «…Памятной книжке Таврической губернии на 1892 год», в Месите, приписанном только к Ак-Шеихской волости, было 19 жителей в 6 домохозяйствах. По «…Памятной книжке Таврической губернии на 1900 год» в Куремес-Месите числилось 19 жителей в 4 дворах. По Статистическому справочнику Таврической губернии. Ч.II-я. Статистический очерк, выпуск пятый Перекопский уезд, 1915 год, в деревне Куремес-Месит (вакуф) Ак-Шеихской волости Перекопского уезда числилось 22 двора (все дворы с землёй) с татарским населением в количестве 101 человека приписных жителей, из которых 60 мужчин и 41 женщина. Жители владели 228 десятинами удобной земли. В хозяйствах имелось 30 лошадей и 20 коров.
После установления в Крыму Советской власти, по постановлению Крымревкома от 8 января 1921 года № 206 «Об изменении административных границ» была упразднена волостная система и в составе Джанкойского уезда был создан Джанкойский район. В 1922 году уезды преобразовали в округа. 11 октября 1923 года, согласно постановлению ВЦИК, в административное деление Крымской АССР были внесены изменения, в результате которых округа были ликвидированы, основной административной единицей стал Джанкойский район и село включили в его состав. Согласно Списку населённых пунктов Крымской АССР по Всесоюзной переписи 17 декабря 1926 года, в селе Месит, Камаджинского сельсовета Джанкойского района, числилось 16 дворов, все крестьянские, население составляло 70 человек, все татары.
В 1944 году, после освобождения Крыма от фашистов, согласно постановлению ГКО № 5859 от 11 мая 1944 года, 18 мая крымские татары были депортированы в Среднюю Азию. 12 августа 1944 года было принято постановление № ГОКО-6372с «О переселении колхозников в районы Крыма» и в сентябре 1944 года в район приехали первые новоселы (27 семей) из Каменец-Подольской и Киевской областей, а в начале 1950-х годов последовала вторая волна переселенцев из различных областей Украины. С 25 июня 1946 года Месит в составе Крымской области РСФСР. Указом Президиума Верховного Совета РСФСР от 18 мая 1948 года, Месит переименовали в Сафьяновку. 26 апреля 1954 года Крымская область была передана из состава РСФСР в состав УССР. Ликвидировано до 1960 года, поскольку в «Справочнике административно-территориального деления Крымской области на 15 июня 1960 года» селение уже не значилось (согласно справочнику «Крымская область. Административно-территориальное деление на 1 января 1968 года» — в период с 1954 по 1968 годы как село Заречненского сельсовета).